# Prionosuchus
Prionosuchus là một chi động vật lưỡng cư temnospondyli tuyệt chủng kích thước rất lớn từ Trung Permi (270 triệu năm trước), hóa thạch được tìm thấy tại nơi bây giờ là Brasil.

## Mô tả

Kích thước của Prionosuchus plummeri so sánh với người

Các hóa thạch rời rạc của con vật này đã được tìm thấy tại thành hệ Pedra do Fogo tại vùng Parnaíba phía Đông Bắc Brazil, và nó đã được mô tả bởi L.I. Price vào năm 1948. Chiều dài ước tính của nó khoảng 9 m (30 ft), Prionosuchus là lưỡng cư lớn nhất từng được tìm thấy.

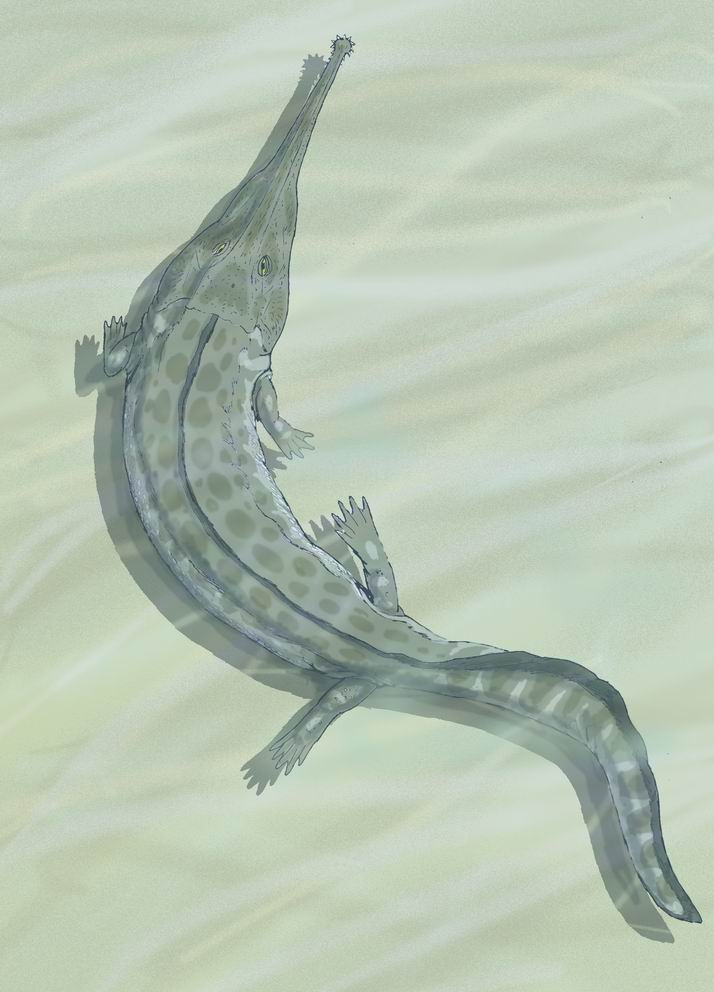
Prionosuchus plummeri

Với một mõm dài và nhọn, nhiều hàm răng sắc nhọn, thân dài, chân ngắn, và một cái đuôi thích nghi để bơi lội, nói chung bề ngoài của nó rất giống với một con cá sấu hiện đại, đặc biệt là với Cá sấu Ấn Độ, và nó có lẽ đã có một lối sống tương tự như cá sấu với săn bắt động vật thủy sinh để ăn thịt bằng cá và động vật thủy sinh khác.

## Phân loại
Nó đã được phân loại như một Archegosauria bởi Carroll. Chi đơn loài với P. plummeri là loài duy nhất được mô tả. Archegosauria là một nhóm temnospondyli chiếm lĩnh hệ sinh thái thích hợp cho cá sấu và cá sấu Mỹ vào kỷ Permi, và trong đó chi Archegosaurus châu Âu là điển hình. Nhóm này bị tuyệt chủng vào cuối kỷ Permi và sau đó đã được lấp đầy bởi các nhóm temnospondyli mới, Phytosauria là một nhóm bò sát cũng giúp lắp đầy vùng sinh thái này trong kỷ Trias.
Cox và Hutchinson tái phân loại Prionosuchus trong năm 1991 và đồng nghĩa nó với chi Platyoposaurus từ Nga. Tuy nhiên, Platyoposaurus tương đối nhỏ hơn, đạt tổng chiều dài chỉ 2,5 m (8,2 ft), hai động vật này khác biệt ít nhất là ở mức độ loài. Hầu hết các nhà khảo cổ học xem xét Prionosuchus như một chi hợp lệ.